# Васильевское (Дмитриевское сельское поселение)
Васи́льевское — деревня в составе Дмитриевского сельского поселения Галичского района Костромской области России.

## География
Деревня расположена у автодороги Россолово-Галич, недалеко от главного хода Транссибирской магистрали.

## История
Согласно Спискам населённых мест Российской империи в 1872 году деревня относилась к 1 стану Галичского уезда Костромской губернии. В ней числилось 10 дворов, проживало 39 мужчин и 30 женщин.
Согласно переписи населения 1897 года в деревне проживало 127 человек (63 мужчины и 64 женщины).
Согласно Списку населённых мест Костромской губернии в 1907 году деревня относилась к Ногатинской волости Галичского уезда Костромской губернии. По сведениям волостного правления за 1907 год в деревне числился 21 крестьянский двор и 132 жителя. Основными занятиями жителей деревни были земледелие, малярные и сельскохозяйственные работы.
До 2010 года деревня относилась к Челменскому сельскому поселению.